# Akure
Akure è una città di circa 400.000 abitanti nel sudovest della Nigeria. È la capitale dello stato confederato dell'Ondo, nonché la città principale. La città è abitata per lo più da  popolazioni del gruppo etnico Yoruba.

## Infrastrutture e trasporti
La città è collegata via terra alla rete autostradale nazionale tramite la A122 highway. Inoltre è presente un piccolo aerodromo, l'Aeroporto di Akure, collegato alla rete aeroportuale nazionale tramite voli charter.